# Commission arbitrale
La commission arbitrale des journalistes est une institution française de régulation du journalisme, instituée à l’article L. 7112-4 (ancien L. 761-5) du Code du Travail.
Avec la clause de conscience et la clause de cession une disposition du statut de journaliste professionnel voté en 1935 à l'unanimité par le parlement, qui offre une protection aux journalistes souhaitant s'investir à long terme pour progressivement contribuer à la bonne image d'un journal, grâce aux relations de confiance tissées avec les lecteurs.
Cette protection agit en cas de licenciement, de changement d'actionnaire, ou de modification importante de la ligne éditoriale.
Dans ces trois cas, la loi accorde aux journalistes professionnels, titulaires de la carte de presse, un mois de salaire par année d'ancienneté, pour les quinze premières années d'ancienneté.
La commission arbitrale intervient lorsque le journaliste compte plus de quinze ans d'ancienneté. Au-delà de quinze ans, elle est obligatoirement saisie et est seule compétente pour fixer le montant global de l'indemnité de licenciement. Sa décision n'est pas susceptible d'appel.
Elle intervient aussi en cas de licenciement pour faute grave ou pour faute lourde.
Le journaliste doit déposer un "mémoire en demande" indiquant les raisons qui l’ont conduit à saisir la Commission et chiffrant l’indemnité de licenciement demandée. L’employeur devra, quant à lui, donner un "mémoire en réponse". 
C'est l'une des cinq grandes commissions qui cogèrent la profession, en vertu du paritarisme, des lois spécifiques à la profession. Les 4 autres sont: 
- la Commission paritaire nationale de l'emploi des journalistes
- la Commission de la carte d'identité des journalistes professionnels
- la Commission paritaire des journalistes rémunérés à la pige
- la Commission des droits d'auteur des journalistes.